# Tour de La Provence 2021
Le Tour de La Provence 2021 est la 6e édition de cette course cycliste sur route par étapes masculine. Il a lieu du 11 au 14 février 2021 dans les départements des Bouches-du-Rhône, du Var et du Vaucluse, dans le sud de la France. Il fait partie du calendrier UCI ProSeries 2021 en catégorie 2.Pro.

## Présentation

### Parcours
La 6ème édition du Tour de la Provence comporte un parcours pour tous les goûts, tous les types de coureurs auront l'occasion de s'imposer lors de ces quatre jours de courses. La première étape renoue avec la tradition avec un départ à Aubagne, une petite référence au Grand-Prix la Marseillaise, une autre course au calendrier français de début de saison.Les coureurs auront à gravir quatre difficultés dont le Col de l’Espigoulier (10,4 km à 5,3 %) dès la sortie d’Aubagne. La première partie sera favorable aux baroudeurs. La seconde partie sera plus simple et les sprinteurs pourraient peut-être s'imposer à Six-Fours-Les-Plages.
Pour la seconde étape, il y aura un départ de Cassis après 5 ans d'absence. Une étape encore indécise avec la possibilité de créer des mouvements de courses loin de l'arrivée avec une première arrivée en faux plat montant à Manosque qui pourrait favoriser les puncheurs-sprinteurs et voir peut-être de premiers écarts au classement général. L'étape Reine de ce Tour de la Provence, ce sera au Mont Ventoux, une arrivée au Chalet Reynard seulement situé à mi-pente du géant de Provence, le vainqueur du classement général sera certainement connu au soir de l'étape. La dernière arrivée sera cette fois vraiment pour les sprinteurs avec peu de difficulté et il est très probable que ce Tour de la Provence 2021 se termine par un sprint massif dans les rues de Salon-de-Provence.

### Équipes
| WorldTeams (14)- AG2R Citroën Team - Astana-Premier Tech - Bahrain Victorious - Cofidis - Deceuninck-Quick Step - Groupama-FDJ - Ineos Grenadiers - Lotto Soudal - Movistar Team - Team DSM - Qhubeka Assos - Trek-Segafredo - UAE Team Emirates - Bora-Hansgrohe ProTeams (4)- Arkéa-Samsic - B&B Hotels p/b KTM - Total Direct Énergie - Delko Équipes continentales (2)- Xelliss-Roubaix Lille Métropole - Saint Michel-Auber 93 |
| |

### Principaux coureurs présents
En raison de nombreuses courses annulées en début de saison, les premières courses au calendrier se situent en France, tout comme l'Étoile de Bessèges, cette année le Tour de la Provence bénéficie d'un gros plateau, avec en tête d'affiche, le champion du monde : Julian Alaphilippe a annoncé qu'il débutera sa saison 2021 par le Tour de La Provence. L'équipe INEOS Grenadiers envoie aussi une grosse équipe avec le vainqueur du Tour de France 2019, Egan Bernal et son compatriote colombien Ivan Sosa. Comme autre prétendant au classement général on peut citer l'espagnol Enric Mas pour la Movistar, Wout Poels pour la Bahrain-Victorious ou encore Aleksandr Vlasov et Alexey Lutsenko pour Astana Premier-Tech. Les Français Warren Barguil et Aurélien Paret-Peintre peuvent aussi prétendre à un bon classement général. Le Tour de la Provence c'est aussi un gros plateau de sprinteurs avec le champion de France Arnaud Démare pour la Groupama-FDJ, l'Italien Davide Ballerini pour Deceuninck Quick-Step ou encore Matteo Trentin, Alexander Kristoff pour UAE-Team Emirates. Bryan Coquard et Nacer Bouhanni pour les Français peuvent aussi prétendre à de bons résultats sur les sprints.

## Étapes
Le Tour de La Provence 2021 traversera 4 départements de la région Provence-Alpes-Côte d'Azur : Bouches-du-Rhône, Var, Alpes-de-Haute-Provence et Vaucluse. La 3e étape est la même que celle de l'édition 2020, d'Istres aux pentes Mont Ventoux, avec une ligne d'arrivée au Chalet Reynard.
| Étape     | Date    | Villes étapes                  | type              | Distance (km) | Vainqueur d'étape | Leader du classement général |
| --------- | ------- | ------------------------------ | ----------------- | ------------- | ----------------- | ---------------------------- |
| 1re étape | 11 fév. | Aubagne – Six-Fours-les-Plages | étape vallonnée   | 182,3         | Davide Ballerini  | Davide Ballerini             |
| 2e étape  | 12 fév. | Cassis – Manosque              | étape vallonnée   | 174,6         | Davide Ballerini  | Davide Ballerini             |
| 3e étape  | 13 fév. | Istres – chalet Reynard        | étape de montagne | 153,9         | Iván Sosa         | Iván Sosa                    |
| 4e étape  | 14 fév. | Avignon – Salon-de-Provence    | étape de plaine   | 163,2         | Phil Bauhaus      | Iván Sosa                    |

## Déroulement de la course

### 1reétape
Au départ d'Aubagne, le parcours emprunte 4 cols permettant de cumuler des points pour le grand prix de la montagne : le col de l'Espigoulier, le col de Mazaugues, la montée du Brulât, hameau du Castellet, et la montée du Camp. Le parcours compte également 3 sprints donnant des secondes de bonifications, à Sainte-Baume, Le Camp, hameau du Castellet, et Bandol. L'arrivée est jugée à Six-Fours-les-Plages.
Résumé

Delio Fernández (Delko) et Lilian Calmejane (AG2R La Mondiale-Citroën) sont les seuls à partir en échappée; ils oscillent entre deux et quatre minutes d'avance. Avant la montée du Brulât, cette avance se réduit jusqu'à une attaque de Rémi Cavagna dans la montée, il revient sur les échappés mais le peloton est à une dizaine de mètres du trio. Au sommet, Calmejane parvient à faire les points du grimpeur, avant une attaque de Giulio Ciccone suivi par Gianni Moscon. Julian Alaphilippe les rejoints avec un temps de retard; il reste alors plus de soixante-dix kilomètres. La progression du trio monte jusqu'à une minute et vingt secondes. Le peloton emmené par Arkéa revient avant la flamme rouge. Alaphilippe reste en tête de peloton. Arnaud Démare part mais il est confronté à un vent de face, et Davide Ballerini à l'abri revient à l'avant et passe la ligne.
| \| Classement de l'étape \| Classement de l'étape \| Classement de l'étape \| Classement de l'étape \| Classement de l'étape \| \| Coureur \| Coureur \| Pays \| Équipe \| Temps \| \| --------------------- \| --------------------- \| --------------------- \| --------------------- \| --------------------- \| \| 1er \| Davide Ballerini \| Italie \| Deceuninck-Quick Step \| 4 h 43 min 23 s \| \| 2e \| Arnaud Démare \| France \| Groupama-FDJ \| + 0 s \| \| 3e \| Nacer Bouhanni \| France \| Arkéa-Samsic \| + 0 s \| \| 4e \| Clément Venturini \| France \| AG2R Citroën Team \| + 0 s \| \| 5e \| Matthew Walls \| Royaume-Uni \| Bora-Hansgrohe \| + 0 s \| \| 6e \| Ide Schelling \| Pays-Bas \| Bora-Hansgrohe \| + 0 s \| \| 7e \| Bryan Coquard \| France \| B&B Hotels p/b KTM \| + 0 s \| \| 8e \| Phil Bauhaus \| Allemagne \| Bahrain Victorious \| + 0 s \| \| 9e \| Matteo Moschetti \| Italie \| Trek-Segafredo \| + 0 s \| \| 10e \| Alexander Kristoff \| Norvège \| UAE Team Emirates \| + 0 s \| |                    |             |                       |                 |
| |                    |             |                       |                 |
| Source : ProCyclingStats |                    |             |                       |                 |
| Classement de l'étape |                    |             |                       |                 |
| Coureur | Coureur            | Pays        | Équipe                | Temps           |
| 1er | Davide Ballerini   | Italie      | Deceuninck-Quick Step | 4 h 43 min 23 s |
| 2e | Arnaud Démare      | France      | Groupama-FDJ          | + 0 s           |
| 3e | Nacer Bouhanni     | France      | Arkéa-Samsic          | + 0 s           |
| 4e | Clément Venturini  | France      | AG2R Citroën Team     | + 0 s           |
| 5e | Matthew Walls      | Royaume-Uni | Bora-Hansgrohe        | + 0 s           |
| 6e | Ide Schelling      | Pays-Bas    | Bora-Hansgrohe        | + 0 s           |
| 7e | Bryan Coquard      | France      | B&B Hotels p/b KTM    | + 0 s           |
| 8e | Phil Bauhaus       | Allemagne   | Bahrain Victorious    | + 0 s           |
| 9e | Matteo Moschetti   | Italie      | Trek-Segafredo        | + 0 s           |
| 10e | Alexander Kristoff | Norvège     | UAE Team Emirates     | + 0 s           |

| \| Classement général \| Classement général \| Classement général \| Classement général \| Classement général \| \| Coureur \| Coureur \| Pays \| Équipe \| Temps \| \| ------------------ \| ------------------ \| ------------------ \| --------------------- \| ------------------ \| \| 1er \| Davide Ballerini \| Italie \| Deceuninck-Quick Step \| 4 h 43 min 13 s \| \| 2e \| Arnaud Démare \| France \| Groupama-FDJ \| + 4 s \| \| 3e \| Nacer Bouhanni \| France \| Arkéa-Samsic \| + 6 s \| \| 4e \| Lilian Calmejane \| France \| AG2R Citroën Team \| + 6 s \| \| 5e \| Julian Alaphilippe \| France \| Deceuninck-Quick Step \| + 7 s \| \| 6e \| Bauke Mollema \| Pays-Bas \| Trek-Segafredo \| + 9 s \| \| 7e \| Gianni Moscon \| Italie \| Ineos Grenadiers \| + 9 s \| \| 8e \| Clément Venturini \| France \| AG2R Citroën Team \| + 10 s \| \| 9e \| Matthew Walls \| Royaume-Uni \| Bora-Hansgrohe \| + 10 s \| \| 10e \| Ide Schelling \| Pays-Bas \| Bora-Hansgrohe \| + 10 s \| |                    |             |                       |                 |
| |                    |             |                       |                 |
| Source : ProCyclingStats |                    |             |                       |                 |
| Classement général |                    |             |                       |                 |
| Coureur | Coureur            | Pays        | Équipe                | Temps           |
| 1er | Davide Ballerini   | Italie      | Deceuninck-Quick Step | 4 h 43 min 13 s |
| 2e | Arnaud Démare      | France      | Groupama-FDJ          | + 4 s           |
| 3e | Nacer Bouhanni     | France      | Arkéa-Samsic          | + 6 s           |
| 4e | Lilian Calmejane   | France      | AG2R Citroën Team     | + 6 s           |
| 5e | Julian Alaphilippe | France      | Deceuninck-Quick Step | + 7 s           |
| 6e | Bauke Mollema      | Pays-Bas    | Trek-Segafredo        | + 9 s           |
| 7e | Gianni Moscon      | Italie      | Ineos Grenadiers      | + 9 s           |
| 8e | Clément Venturini  | France      | AG2R Citroën Team     | + 10 s          |
| 9e | Matthew Walls      | Royaume-Uni | Bora-Hansgrohe        | + 10 s          |
| 10e | Ide Schelling      | Pays-Bas    | Bora-Hansgrohe        | + 10 s          |

### 2eétape
Au départ de Cassis, le parcours passe par le col du Grand Caunet, sur la commune de Ceyreste, le Col de Montfuron, et le col de la mort d'Imbert, pour arrivée à Manosque. Deux sprints permettront d'accumuler des points, à Gréoux-les-Bains, et à l'arrivée.
Résumé

L'échappée est composée de Baptiste Bleier (Saint Michel), Filippo Conca (Lotto-Soudal), Jérôme Cousin (Total Direct Énergie), Eduard-Michael Grosu (Delko) et Samuel Leroux (Xelliss-Roubaix Lille Métropole). Conca sort de ce groupe après le sprint de Manosque, il est repris dans la descente du dernier col. Dans les derniers kilomètres, les équipes Astana et Deceuninck-Quick Step mènent le peloton. Vlasov chute et entraîne Alaphilippe au sol. Dans un dernier kilomètre un peu décousu, Ballerini surprend tout e monde et remporte une seconde victoire au sprint.

« Davide Ballerini s'impose à nouveau au sprint sur la 2e étape du Tour de la Provence, Julian Alaphilippe chute » [vidéo], sur le site de la chaîne L'Équipe
| \| Classement de l'étape \| Classement de l'étape \| Classement de l'étape \| Classement de l'étape \| Classement de l'étape \| \| Coureur \| Coureur \| Pays \| Équipe \| Temps \| \| --------------------- \| --------------------- \| --------------------- \| --------------------- \| --------------------- \| \| 1er \| Davide Ballerini \| Italie \| Deceuninck-Quick Step \| 4 h 21 min 49 s \| \| 2e \| Giulio Ciccone \| Italie \| Trek-Segafredo \| + 0 s \| \| 3e \| Alex Aranburu \| Espagne \| Astana-Premier Tech \| + 0 s \| \| 4e \| Dylan Teuns \| Belgique \| Bahrain Victorious \| + 0 s \| \| 5e \| Patrick Konrad \| Autriche \| Bora-Hansgrohe \| + 0 s \| \| 6e \| Alexey Lutsenko \| Kazakhstan \| Astana-Premier Tech \| + 0 s \| \| 7e \| Gianni Moscon \| Italie \| Ineos Grenadiers \| + 0 s \| \| 8e \| Stefano Oldani \| Italie \| Lotto-Soudal \| + 0 s \| \| 9e \| Sven Erik Bystrøm \| Norvège \| UAE Team Emirates \| + 0 s \| \| 10e \| Bauke Mollema \| Pays-Bas \| Trek-Segafredo \| + 6 s \| |                   |            |                       |                 |
| |                   |            |                       |                 |
| Source : ProCyclingStats |                   |            |                       |                 |
| Classement de l'étape |                   |            |                       |                 |
| Coureur | Coureur           | Pays       | Équipe                | Temps           |
| 1er | Davide Ballerini  | Italie     | Deceuninck-Quick Step | 4 h 21 min 49 s |
| 2e | Giulio Ciccone    | Italie     | Trek-Segafredo        | + 0 s           |
| 3e | Alex Aranburu     | Espagne    | Astana-Premier Tech   | + 0 s           |
| 4e | Dylan Teuns       | Belgique   | Bahrain Victorious    | + 0 s           |
| 5e | Patrick Konrad    | Autriche   | Bora-Hansgrohe        | + 0 s           |
| 6e | Alexey Lutsenko   | Kazakhstan | Astana-Premier Tech   | + 0 s           |
| 7e | Gianni Moscon     | Italie     | Ineos Grenadiers      | + 0 s           |
| 8e | Stefano Oldani    | Italie     | Lotto-Soudal          | + 0 s           |
| 9e | Sven Erik Bystrøm | Norvège    | UAE Team Emirates     | + 0 s           |
| 10e | Bauke Mollema     | Pays-Bas   | Trek-Segafredo        | + 6 s           |

| \| Classement général \| Classement général \| Classement général \| Classement général \| Classement général \| \| Coureur \| Coureur \| Pays \| Équipe \| Temps \| \| ------------------ \| ---------------------- \| ------------------ \| --------------------- \| ------------------ \| \| 1er \| Davide Ballerini \| Italie \| Deceuninck-Quick Step \| 9 h 04 min 52 s \| \| 2e \| Alex Aranburu \| Espagne \| Astana-Premier Tech \| + 16 s \| \| 3e \| Julian Alaphilippe \| France \| Deceuninck-Quick Step \| + 17 s \| \| 4e \| Bauke Mollema \| Pays-Bas \| Trek-Segafredo \| + 19 s \| \| 5e \| Gianni Moscon \| Italie \| Ineos Grenadiers \| + 19 s \| \| 6e \| Patrick Konrad \| Autriche \| Bora-Hansgrohe \| + 20 s \| \| 7e \| Dylan Teuns \| Belgique \| Bahrain Victorious \| + 20 s \| \| 8e \| Jack Haig \| Australie \| Bahrain Victorious \| + 20 s \| \| 9e \| Ide Schelling \| Pays-Bas \| Bora-Hansgrohe \| + 20 s \| \| 10e \| Aurélien Paret-Peintre \| France \| AG2R Citroën Team \| + 20 s \| |                        |           |                       |                 |
| |                        |           |                       |                 |
| Source : ProCyclingStats |                        |           |                       |                 |
| Classement général |                        |           |                       |                 |
| Coureur | Coureur                | Pays      | Équipe                | Temps           |
| 1er | Davide Ballerini       | Italie    | Deceuninck-Quick Step | 9 h 04 min 52 s |
| 2e | Alex Aranburu          | Espagne   | Astana-Premier Tech   | + 16 s          |
| 3e | Julian Alaphilippe     | France    | Deceuninck-Quick Step | + 17 s          |
| 4e | Bauke Mollema          | Pays-Bas  | Trek-Segafredo        | + 19 s          |
| 5e | Gianni Moscon          | Italie    | Ineos Grenadiers      | + 19 s          |
| 6e | Patrick Konrad         | Autriche  | Bora-Hansgrohe        | + 20 s          |
| 7e | Dylan Teuns            | Belgique  | Bahrain Victorious    | + 20 s          |
| 8e | Jack Haig              | Australie | Bahrain Victorious    | + 20 s          |
| 9e | Ide Schelling          | Pays-Bas  | Bora-Hansgrohe        | + 20 s          |
| 10e | Aurélien Paret-Peintre | France    | AG2R Citroën Team     | + 20 s          |

### 3eétape
Semblable à la 3e étape du Tour de La Provence 2020, le départ de l'étape se fait à Istres, pour une arrivée sur les pentes du Mont Ventoux, au Chalet Reynard. Le parcours passe par Aureille, ou se joue un sprint, la côte de Lauris, la combe de Lourmarin, le col du Pointus, Gordes, et Bédoin, avec le second sprint de la journée. 
Résumé

L'échappée prend forme avant le premier sprint intermédiaire, Nicola Bagioli (B&B Hôtels), Alessandro Fedeli (Delko), Louis Louvet (St-Michel-Auber 93), Florian Vermeersch (Lotto-Soudal), Jérôme Cousin et Damien Gaudin (Total Direct Energie). Bagioli et Vermeersch sont repris au début de l'ascension du Ventoux, avant une attaque de Harold Tejada puis de Matteo Fabbro. Alors que le groupe de tête est réduit à moins de vingt coureurs, Iván Sosa (Ineos) attaque à cinq kilomètres de l'arrivée. Mauri Vansevenant (Deceuninck-Quick Step) mène l'allure, mais le groupe perd peu à peu le contact avec le Colombien, alors Julian Alaphilippe tente de limiter l'écart, il est suivi par Egan Bernal coéquipier de Sosa. Wouter Poels revient sur le duo et prend un relais à Alaphilippe. Dans le dernier hectomètre, Bernal lâche le champion du monde avec trois secondes sur la ligne.
| \| Classement de l'étape \| Classement de l'étape \| Classement de l'étape \| Classement de l'étape \| Classement de l'étape \| \| Coureur \| Coureur \| Pays \| Équipe \| Temps \| \| --------------------- \| --------------------- \| --------------------- \| --------------------- \| --------------------- \| \| 1er \| Iván Sosa \| Colombie \| Ineos Grenadiers \| 4 h 08 min 14 s \| \| 2e \| Egan Bernal \| Colombie \| Ineos Grenadiers \| + 15 s \| \| 3e \| Julian Alaphilippe \| France \| Deceuninck-Quick Step \| + 18 s \| \| 4e \| Wout Poels \| Pays-Bas \| Bahrain Victorious \| + 29 s \| \| 5e \| Jesús Herrada \| Espagne \| Cofidis \| + 48 s \| \| 6e \| Giulio Ciccone \| Italie \| Trek-Segafredo \| + 48 s \| \| 7e \| Bauke Mollema \| Pays-Bas \| Trek-Segafredo \| + 48 s \| \| 8e \| Mauri Vansevenant \| Belgique \| Deceuninck-Quick Step \| + 48 s \| \| 9e \| Jack Haig \| Australie \| Bahrain Victorious \| + 48 s \| \| 10e \| Patrick Konrad \| Autriche \| Bora-Hansgrohe \| + 48 s \| |                    |           |                       |                 |
| |                    |           |                       |                 |
| Source : ProCyclingStats |                    |           |                       |                 |
| Classement de l'étape |                    |           |                       |                 |
| Coureur | Coureur            | Pays      | Équipe                | Temps           |
| 1er | Iván Sosa          | Colombie  | Ineos Grenadiers      | 4 h 08 min 14 s |
| 2e | Egan Bernal        | Colombie  | Ineos Grenadiers      | + 15 s          |
| 3e | Julian Alaphilippe | France    | Deceuninck-Quick Step | + 18 s          |
| 4e | Wout Poels         | Pays-Bas  | Bahrain Victorious    | + 29 s          |
| 5e | Jesús Herrada      | Espagne   | Cofidis               | + 48 s          |
| 6e | Giulio Ciccone     | Italie    | Trek-Segafredo        | + 48 s          |
| 7e | Bauke Mollema      | Pays-Bas  | Trek-Segafredo        | + 48 s          |
| 8e | Mauri Vansevenant  | Belgique  | Deceuninck-Quick Step | + 48 s          |
| 9e | Jack Haig          | Australie | Bahrain Victorious    | + 48 s          |
| 10e | Patrick Konrad     | Autriche  | Bora-Hansgrohe        | + 48 s          |

| \| Classement général \| Classement général \| Classement général \| Classement général \| Classement général \| \| Coureur \| Coureur \| Pays \| Équipe \| Temps \| \| ------------------ \| ------------------ \| ------------------ \| --------------------- \| ------------------ \| \| 1er \| Iván Sosa \| Colombie \| Ineos Grenadiers \| 13 h 13 min 16 s \| \| 2e \| Egan Bernal \| Colombie \| Ineos Grenadiers \| + 19 s \| \| 3e \| Julian Alaphilippe \| France \| Deceuninck-Quick Step \| + 21 s \| \| 4e \| Wout Poels \| Pays-Bas \| Bahrain Victorious \| + 39 s \| \| 5e \| Bauke Mollema \| Pays-Bas \| Trek-Segafredo \| + 57 s \| \| 6e \| Patrick Konrad \| Autriche \| Bora-Hansgrohe \| + 58 s \| \| 7e \| Jack Haig \| Australie \| Bahrain Victorious \| + 58 s \| \| 8e \| Mauri Vansevenant \| Belgique \| Deceuninck-Quick Step \| + 58 s \| \| 9e \| Jesús Herrada \| Espagne \| Cofidis \| + 58 s \| \| 10e \| Aleksandr Vlasov \| Russie \| Astana-Premier Tech \| + 58 s \| |                    |           |                       |                  |
| |                    |           |                       |                  |
| Source : ProCyclingStats |                    |           |                       |                  |
| Classement général |                    |           |                       |                  |
| Coureur | Coureur            | Pays      | Équipe                | Temps            |
| 1er | Iván Sosa          | Colombie  | Ineos Grenadiers      | 13 h 13 min 16 s |
| 2e | Egan Bernal        | Colombie  | Ineos Grenadiers      | + 19 s           |
| 3e | Julian Alaphilippe | France    | Deceuninck-Quick Step | + 21 s           |
| 4e | Wout Poels         | Pays-Bas  | Bahrain Victorious    | + 39 s           |
| 5e | Bauke Mollema      | Pays-Bas  | Trek-Segafredo        | + 57 s           |
| 6e | Patrick Konrad     | Autriche  | Bora-Hansgrohe        | + 58 s           |
| 7e | Jack Haig          | Australie | Bahrain Victorious    | + 58 s           |
| 8e | Mauri Vansevenant  | Belgique  | Deceuninck-Quick Step | + 58 s           |
| 9e | Jesús Herrada      | Espagne   | Cofidis               | + 58 s           |
| 10e | Aleksandr Vlasov   | Russie    | Astana-Premier Tech   | + 58 s           |

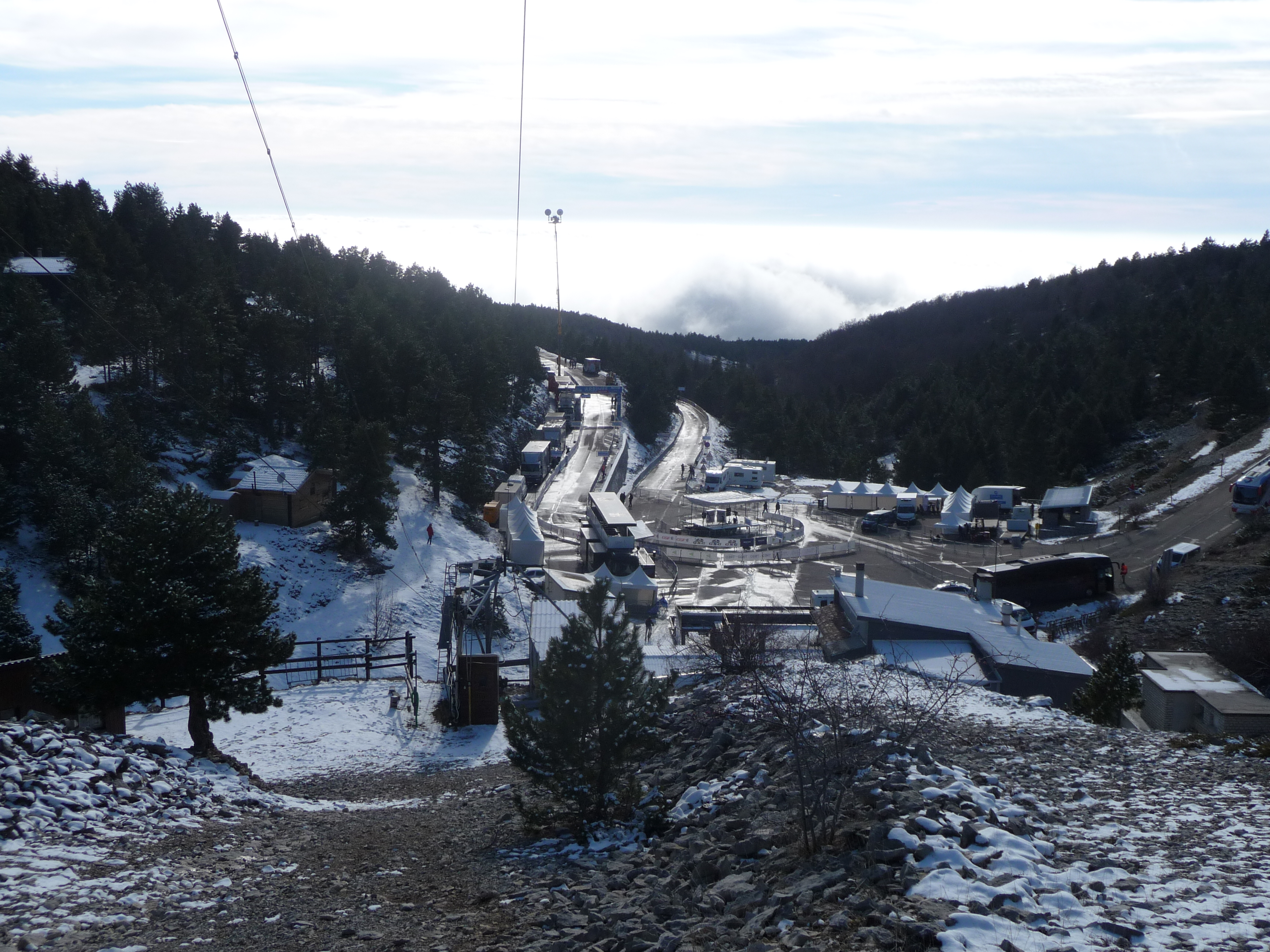
Site d’arrivée de la troisième étape au Chalet Reynard.
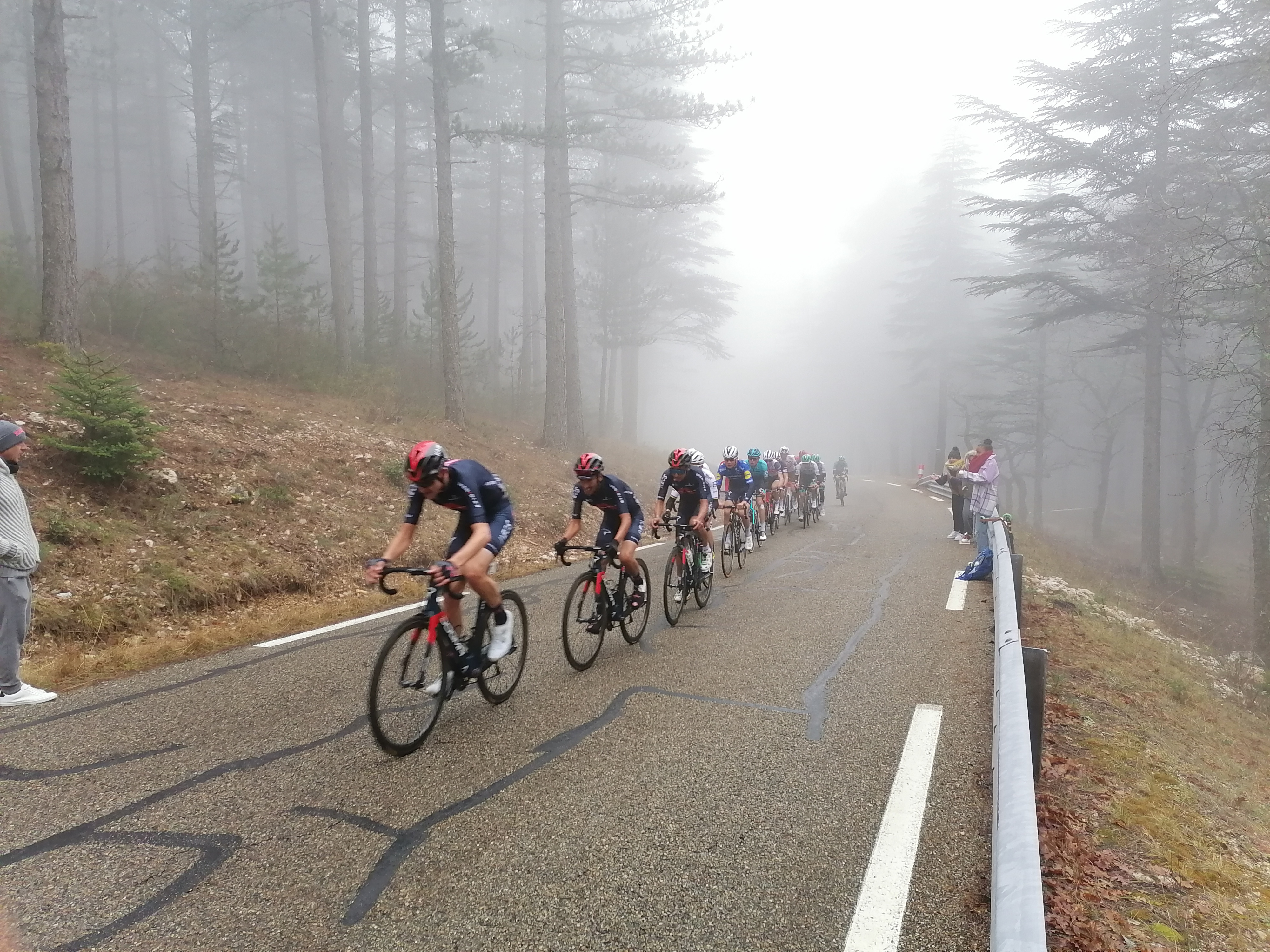
Rythme imposé par l'équipe Inéos en tête de peloton dans la montée vers le Chalet Reynard, dans le brouillard à environ 7 km de l'arrivée.
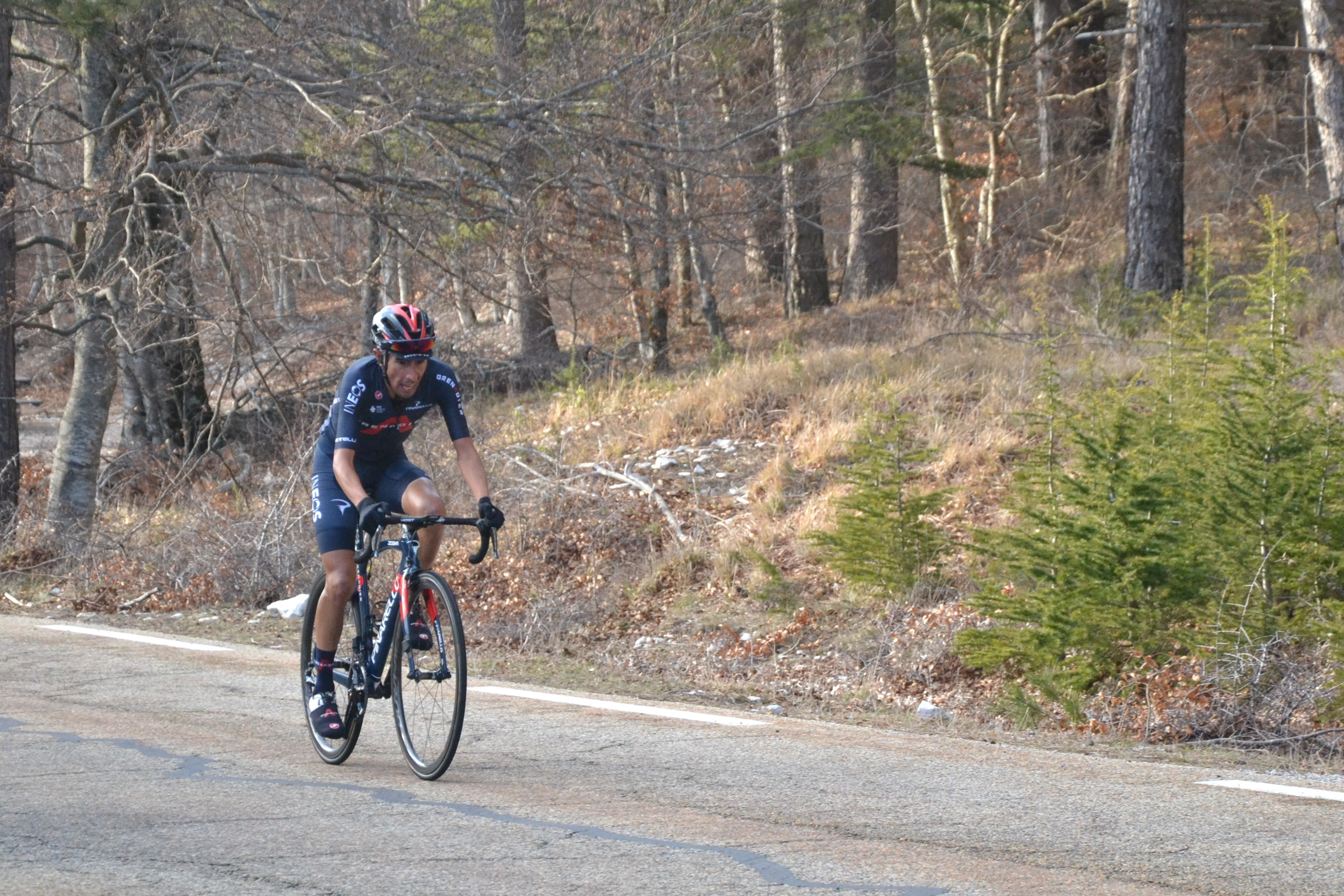
Iván Sosa s’envole vers la victoire d’étape, ici à 3 km de l'arrivée.
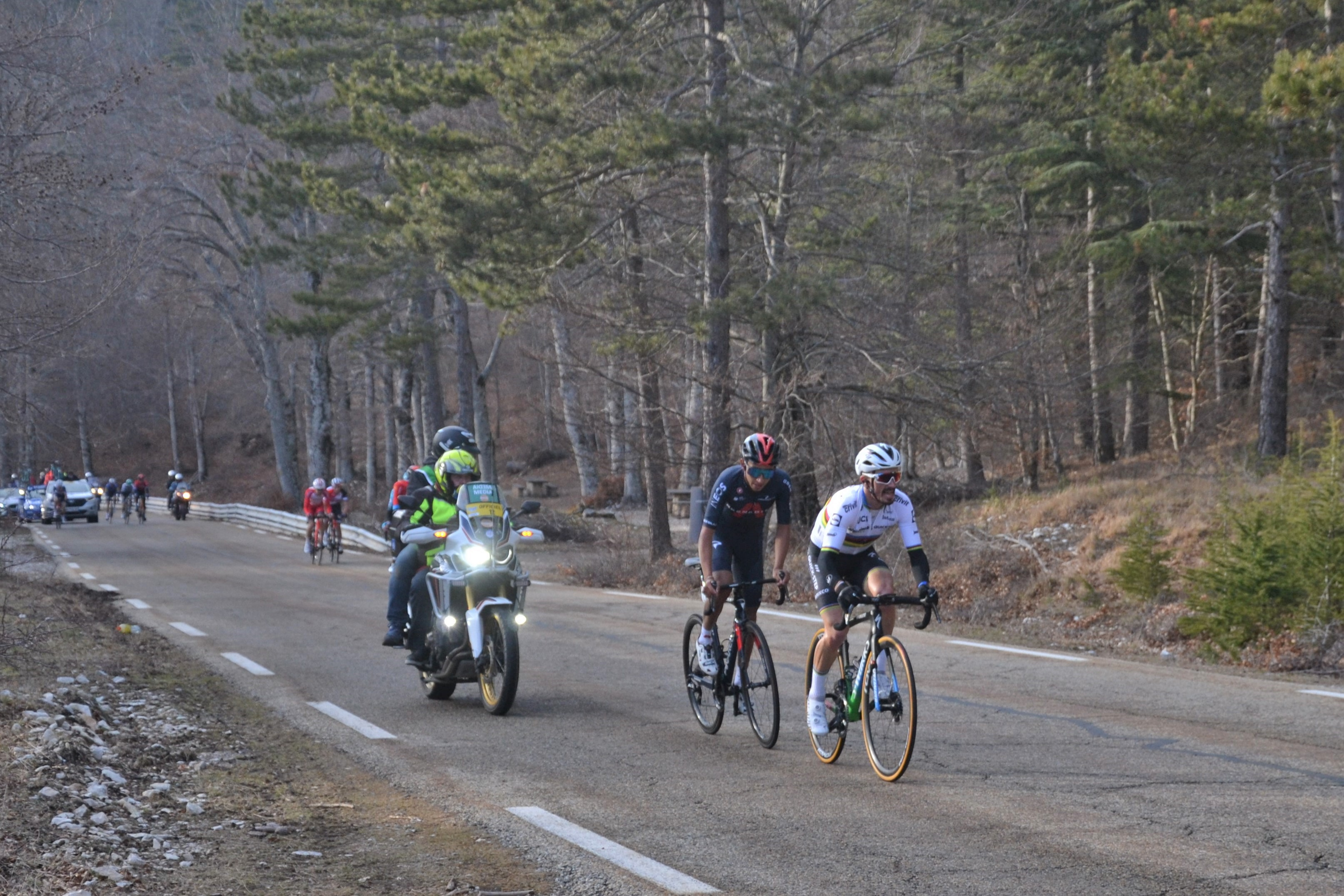
Derrière Iván Sosa, Julian Alaphilippe et Egan Bernal creusent un léger écart.

### 4eétape
Au départ d'Avignon, le parcours arrive à Salon-de-Provence, avec un double passage sur la ligne d'arrivée, du fait d'une boucle entre Mouriès et Salon-de-Provence, via le col de Val du Cuech, Alleins, Mallemort, Sénas, et Roquemartine. Les deux sprints de la journée se jouent à l'Abbaye Saint-Michel de Frigolet, et à l'arrivée.
Résumé

L'équipe Deceuninck-Quick-Step ne laisse pas partir d'échappée avant le premier sprint de bonification, Alaphilippe prend ainsi trois secondes lui permettant d'être second au général devant Bernal. Ensuite, il a fallu une dizaine de kilomètres pour que Lluís Mas (Movistar), Jérémy Leveau (Xelliss-Roubaix Lille Métropole), Tony Gallopin (AG2R-Citroën) et Andreas Leknessund (DSM) aient la permission de s'échapper. Dans les dix derniers kilomètres, Mas fait la descente et se retrouve seul, il retrouve ses compagnons d'échappés et sont repris peu après à moins de trois kilomètres de l'arrivée. Lors d'un beau sprint massif c'est Phil Bauhaus qui surprend tout le monde et vient chercher cette dernière étape devant Davide Ballerini.
| \| Classement de l'étape \| Classement de l'étape \| Classement de l'étape \| Classement de l'étape \| Classement de l'étape \| \| Coureur \| Coureur \| Pays \| Équipe \| Temps \| \| --------------------- \| --------------------- \| --------------------- \| --------------------- \| --------------------- \| \| 1er \| Phil Bauhaus \| Allemagne \| Bahrain Victorious \| 3 h 47 min 01 s \| \| 2e \| Davide Ballerini \| Italie \| Deceuninck-Quick Step \| + 0 s \| \| 3e \| Nacer Bouhanni \| France \| Arkéa-Samsic \| + 0 s \| \| 4e \| Matteo Moschetti \| Italie \| Trek-Segafredo \| + 0 s \| \| 5e \| John Degenkolb \| Allemagne \| Lotto-Soudal \| + 0 s \| \| 6e \| Bryan Coquard \| France \| B&B Hotels p/b KTM \| + 0 s \| \| 7e \| Matthew Walls \| Royaume-Uni \| Bora-Hansgrohe \| + 0 s \| \| 8e \| Niccolò Bonifazio \| Italie \| Total Direct Énergie \| + 0 s \| \| 9e \| Eduard-Michael Grosu \| Roumanie \| Delko \| + 0 s \| \| 10e \| Alexander Kristoff \| Norvège \| UAE Team Emirates \| + 0 s \| |                      |             |                       |                 |
| |                      |             |                       |                 |
| Source : ProCyclingStats |                      |             |                       |                 |
| Classement de l'étape |                      |             |                       |                 |
| Coureur | Coureur              | Pays        | Équipe                | Temps           |
| 1er | Phil Bauhaus         | Allemagne   | Bahrain Victorious    | 3 h 47 min 01 s |
| 2e | Davide Ballerini     | Italie      | Deceuninck-Quick Step | + 0 s           |
| 3e | Nacer Bouhanni       | France      | Arkéa-Samsic          | + 0 s           |
| 4e | Matteo Moschetti     | Italie      | Trek-Segafredo        | + 0 s           |
| 5e | John Degenkolb       | Allemagne   | Lotto-Soudal          | + 0 s           |
| 6e | Bryan Coquard        | France      | B&B Hotels p/b KTM    | + 0 s           |
| 7e | Matthew Walls        | Royaume-Uni | Bora-Hansgrohe        | + 0 s           |
| 8e | Niccolò Bonifazio    | Italie      | Total Direct Énergie  | + 0 s           |
| 9e | Eduard-Michael Grosu | Roumanie    | Delko                 | + 0 s           |
| 10e | Alexander Kristoff   | Norvège     | UAE Team Emirates     | + 0 s           |

## Classements finals

### Classement général
| \| Classement général \| Classement général \| Classement général \| Classement général \| Classement général \| \| Coureur \| Coureur \| Pays \| Équipe \| Temps \| \| ------------------ \| ------------------ \| ------------------ \| --------------------- \| ------------------ \| \| 1er \| Iván Sosa \| Colombie \| Ineos Grenadiers \| 17 h 00 min 17 s \| \| 2e \| Julian Alaphilippe \| France \| Deceuninck-Quick Step \| + 18 s \| \| 3e \| Egan Bernal \| Colombie \| Ineos Grenadiers \| + 19 s \| \| 4e \| Wout Poels \| Pays-Bas \| Bahrain Victorious \| + 39 s \| \| 5e \| Patrick Konrad \| Autriche \| Bora-Hansgrohe \| + 57 s \| \| 6e \| Bauke Mollema \| Pays-Bas \| Trek-Segafredo \| + 57 s \| \| 7e \| Jack Haig \| Australie \| Bahrain Victorious \| + 58 s \| \| 8e \| Mauri Vansevenant \| Belgique \| Deceuninck-Quick Step \| + 58 s \| \| 9e \| Jesús Herrada \| Espagne \| Cofidis \| + 58 s \| \| 10e \| Aleksandr Vlasov \| Russie \| Astana-Premier Tech \| + 58 s \| |                    |           |                       |                  |
| |                    |           |                       |                  |
| Source : ProCyclingStats |                    |           |                       |                  |
| Classement général |                    |           |                       |                  |
| Coureur | Coureur            | Pays      | Équipe                | Temps            |
| 1er | Iván Sosa          | Colombie  | Ineos Grenadiers      | 17 h 00 min 17 s |
| 2e | Julian Alaphilippe | France    | Deceuninck-Quick Step | + 18 s           |
| 3e | Egan Bernal        | Colombie  | Ineos Grenadiers      | + 19 s           |
| 4e | Wout Poels         | Pays-Bas  | Bahrain Victorious    | + 39 s           |
| 5e | Patrick Konrad     | Autriche  | Bora-Hansgrohe        | + 57 s           |
| 6e | Bauke Mollema      | Pays-Bas  | Trek-Segafredo        | + 57 s           |
| 7e | Jack Haig          | Australie | Bahrain Victorious    | + 58 s           |
| 8e | Mauri Vansevenant  | Belgique  | Deceuninck-Quick Step | + 58 s           |
| 9e | Jesús Herrada      | Espagne   | Cofidis               | + 58 s           |
| 10e | Aleksandr Vlasov   | Russie    | Astana-Premier Tech   | + 58 s           |

### Classements annexes
| Classement par points | Classement par points | Classement par points | Classement par points | Classement par points |
| Coureur               | Coureur               | Pays                  | Équipe                | Points                |
| --------------------- | --------------------- | --------------------- | --------------------- | --------------------- |
| 1er                   | Davide Ballerini      | Italie                | Deceuninck-Quick Step | 42 pts                |
| 2e                    | Phil Bauhaus          | Allemagne             | Bahrain Victorious    | 20 pts                |
| 3e                    | Nacer Bouhanni        | France                | Arkéa-Samsic          | 20 pts                |
| 4e                    | Giulio Ciccone        | Italie                | Trek-Segafredo        | 18 pts                |
| 5e                    | Julian Alaphilippe    | France                | Deceuninck-Quick Step | 16 pts                |
| 6e                    | Eduard-Michael Grosu  | Roumanie              | Delko                 | 14 pts                |
| 7e                    | Matthew Walls         | Royaume-Uni           | Bora-Hansgrohe        | 14 pts                |
| 8e                    | Bryan Coquard         | France                | B&B Hotels p/b KTM    | 13 pts                |
| 9e                    | Matteo Moschetti      | Italie                | Trek-Segafredo        | 13 pts                |
| 10e                   | Arnaud Démare         | France                | Groupama-FDJ          | 12 pts                |

| Classement par points | Classement par points | Classement par points | Classement par points | Classement par points |
| Coureur               | Coureur               | Pays                  | Équipe                | Points                |
| --------------------- | --------------------- | --------------------- | --------------------- | --------------------- |
| 1er                   | Davide Ballerini      | Italie                | Deceuninck-Quick Step | 42 pts                |
| 2e                    | Phil Bauhaus          | Allemagne             | Bahrain Victorious    | 20 pts                |
| 3e                    | Nacer Bouhanni        | France                | Arkéa-Samsic          | 20 pts                |
| 4e                    | Giulio Ciccone        | Italie                | Trek-Segafredo        | 18 pts                |
| 5e                    | Julian Alaphilippe    | France                | Deceuninck-Quick Step | 16 pts                |
| 6e                    | Eduard-Michael Grosu  | Roumanie              | Delko                 | 14 pts                |
| 7e                    | Matthew Walls         | Royaume-Uni           | Bora-Hansgrohe        | 14 pts                |
| 8e                    | Bryan Coquard         | France                | B&B Hotels p/b KTM    | 13 pts                |
| 9e                    | Matteo Moschetti      | Italie                | Trek-Segafredo        | 13 pts                |
| 10e                   | Arnaud Démare         | France                | Groupama-FDJ          | 12 pts                |

| Classement de la montagne | Classement de la montagne | Classement de la montagne | Classement de la montagne       | Classement de la montagne |
| Coureur                   | Coureur                   | Pays                      | Équipe                          | Points                    |
| ------------------------- | ------------------------- | ------------------------- | ------------------------------- | ------------------------- |
| 1er                       | Filippo Conca             | Italie                    | Lotto-Soudal                    | 15 pts                    |
| 2e                        | Andreas Leknessund        | Norvège                   | Team DSM                        | 15 pts                    |
| 3e                        | Jérôme Cousin             | France                    | Total Direct Énergie            | 9 pts                     |
| 4e                        | Delio Fernández           | Espagne                   | Delko                           | 9 pts                     |
| 5e                        | Jérémy Leveau             | France                    | Xelliss-Roubaix Lille Métropole | 8 pts                     |
| 6e                        | Julian Alaphilippe        | France                    | Deceuninck-Quick Step           | 7 pts                     |
| 7e                        | Samuel Leroux             | France                    | Xelliss-Roubaix Lille Métropole | 6 pts                     |
| 8e                        | Iván Sosa                 | Colombie                  | Ineos Grenadiers                | 5 pts                     |
| 9e                        | Mauri Vansevenant         | Belgique                  | Deceuninck-Quick Step           | 5 pts                     |
| 10e                       | Lluís Mas                 | Espagne                   | Movistar Team                   | 5 pts                     |

| Classement de la montagne | Classement de la montagne | Classement de la montagne | Classement de la montagne       | Classement de la montagne |
| Coureur                   | Coureur                   | Pays                      | Équipe                          | Points                    |
| ------------------------- | ------------------------- | ------------------------- | ------------------------------- | ------------------------- |
| 1er                       | Filippo Conca             | Italie                    | Lotto-Soudal                    | 15 pts                    |
| 2e                        | Andreas Leknessund        | Norvège                   | Team DSM                        | 15 pts                    |
| 3e                        | Jérôme Cousin             | France                    | Total Direct Énergie            | 9 pts                     |
| 4e                        | Delio Fernández           | Espagne                   | Delko                           | 9 pts                     |
| 5e                        | Jérémy Leveau             | France                    | Xelliss-Roubaix Lille Métropole | 8 pts                     |
| 6e                        | Julian Alaphilippe        | France                    | Deceuninck-Quick Step           | 7 pts                     |
| 7e                        | Samuel Leroux             | France                    | Xelliss-Roubaix Lille Métropole | 6 pts                     |
| 8e                        | Iván Sosa                 | Colombie                  | Ineos Grenadiers                | 5 pts                     |
| 9e                        | Mauri Vansevenant         | Belgique                  | Deceuninck-Quick Step           | 5 pts                     |
| 10e                       | Lluís Mas                 | Espagne                   | Movistar Team                   | 5 pts                     |

| Classement du meilleur jeune | Classement du meilleur jeune | Classement du meilleur jeune | Classement du meilleur jeune | Classement du meilleur jeune |
| Coureur                      | Coureur                      | Pays                         | Équipe                       | Temps                        |
| ---------------------------- | ---------------------------- | ---------------------------- | ---------------------------- | ---------------------------- |
| 1er                          | Iván Sosa                    | Colombie                     | Ineos Grenadiers             | 17 h 00 min 17 s             |
| 2e                           | Egan Bernal                  | Colombie                     | Ineos Grenadiers             | + 19 s                       |
| 3e                           | Mauri Vansevenant            | Belgique                     | Deceuninck-Quick Step        | + 58 s                       |
| 4e                           | Aleksandr Vlasov             | Russie                       | Astana-Premier Tech          | + 58 s                       |
| 5e                           | Aurélien Paret-Peintre       | France                       | AG2R Citroën Team            | + 1 min 28 s                 |
| 6e                           | Matteo Jorgenson             | États-Unis                   | Movistar Team                | + 1 min 28 s                 |
| 7e                           | Carlos Rodríguez             | Espagne                      | Ineos Grenadiers             | + 2 min 18 s                 |
| 8e                           | Ide Schelling                | Pays-Bas                     | Bora-Hansgrohe               | + 3 min 52 s                 |
| 9e                           | Abner González               | Porto Rico                   | Movistar Team                | + 4 min 26 s                 |
| 10e                          | Stefano Oldani               | Italie                       | Lotto-Soudal                 | + 4 min 52 s                 |

| Classement du meilleur jeune | Classement du meilleur jeune | Classement du meilleur jeune | Classement du meilleur jeune | Classement du meilleur jeune |
| Coureur                      | Coureur                      | Pays                         | Équipe                       | Temps                        |
| ---------------------------- | ---------------------------- | ---------------------------- | ---------------------------- | ---------------------------- |
| 1er                          | Iván Sosa                    | Colombie                     | Ineos Grenadiers             | 17 h 00 min 17 s             |
| 2e                           | Egan Bernal                  | Colombie                     | Ineos Grenadiers             | + 19 s                       |
| 3e                           | Mauri Vansevenant            | Belgique                     | Deceuninck-Quick Step        | + 58 s                       |
| 4e                           | Aleksandr Vlasov             | Russie                       | Astana-Premier Tech          | + 58 s                       |
| 5e                           | Aurélien Paret-Peintre       | France                       | AG2R Citroën Team            | + 1 min 28 s                 |
| 6e                           | Matteo Jorgenson             | États-Unis                   | Movistar Team                | + 1 min 28 s                 |
| 7e                           | Carlos Rodríguez             | Espagne                      | Ineos Grenadiers             | + 2 min 18 s                 |
| 8e                           | Ide Schelling                | Pays-Bas                     | Bora-Hansgrohe               | + 3 min 52 s                 |
| 9e                           | Abner González               | Porto Rico                   | Movistar Team                | + 4 min 26 s                 |
| 10e                          | Stefano Oldani               | Italie                       | Lotto-Soudal                 | + 4 min 52 s                 |

| Classement par équipes | Classement par équipes | Classement par équipes | Classement par équipes |
| Équipe                 | Équipe                 | Pays                   | Temps                  |
| ---------------------- | ---------------------- | ---------------------- | ---------------------- |
| 1re                    | Ineos Grenadiers       | Royaume-Uni            | 51 h 03 min 44 s       |
| 2e                     | Bahrain Victorious     | Bahreïn                | + 44 s                 |
| 3e                     | AG2R Citroën Team      | France                 | + 3 min 29 s           |
| 4e                     | Bora-Hansgrohe         | Allemagne              | + 3 min 31 s           |
| 5e                     | Astana-Premier Tech    | Kazakhstan             | + 3 min 50 s           |
| 6e                     | Movistar Team          | Espagne                | + 4 min 28 s           |
| 7e                     | Qhubeka Assos          | Afrique du Sud         | + 6 min 39 s           |
| 8e                     | Cofidis                | France                 | + 9 min 00 s           |
| 9e                     | Deceuninck-Quick Step  | Belgique               | + 9 min 53 s           |
| 10e                    | Arkéa-Samsic           | France                 | + 11 min 35 s          |

| Classement par équipes | Classement par équipes | Classement par équipes | Classement par équipes |
| Équipe                 | Équipe                 | Pays                   | Temps                  |
| ---------------------- | ---------------------- | ---------------------- | ---------------------- |
| 1re                    | Ineos Grenadiers       | Royaume-Uni            | 51 h 03 min 44 s       |
| 2e                     | Bahrain Victorious     | Bahreïn                | + 44 s                 |
| 3e                     | AG2R Citroën Team      | France                 | + 3 min 29 s           |
| 4e                     | Bora-Hansgrohe         | Allemagne              | + 3 min 31 s           |
| 5e                     | Astana-Premier Tech    | Kazakhstan             | + 3 min 50 s           |
| 6e                     | Movistar Team          | Espagne                | + 4 min 28 s           |
| 7e                     | Qhubeka Assos          | Afrique du Sud         | + 6 min 39 s           |
| 8e                     | Cofidis                | France                 | + 9 min 00 s           |
| 9e                     | Deceuninck-Quick Step  | Belgique               | + 9 min 53 s           |
| 10e                    | Arkéa-Samsic           | France                 | + 11 min 35 s          |

### Classement UCI
La course attribue des points au Classement mondial UCI 2021 selon le barème suivant.
| Position           | 1er | 2e  | 3e  | 4e  | 5e | 6e | 7e | 8e | 9e | 10e | 11e | 12e | 13e | 14e | 15e | 16e à 30e | 31e à 40e |
| Classement général | 200 | 150 | 125 | 100 | 85 | 70 | 60 | 50 | 40 | 35  | 30  | 25  | 20  | 15  | 10  | 5         | 3         |
| Par étape          | 20  | 10  | 5   |     |    |    |    |    |    |     |     |     |     |     |     |           |           |
| Leader, par étape  | 5   |     |     |     |    |    |    |    |    |     |     |     |     |     |     |           |           |

## Évolution des classements
| Étape              | Vainqueur          | Classement général | Classement de la montagne | Classement des sprints | Classement du meilleur jeune | Classement par équipes |
| ------------------ | ------------------ | ------------------ | ------------------------- | ---------------------- | ---------------------------- | ---------------------- |
| 1                  | Davide Ballerini   | Davide Ballerini   | Lilian Calmejane          | Davide Ballerini       | Matthew Walls                | Bora-Hansgrohe         |
| 2                  | Davide Ballerini   | Davide Ballerini   | Lilian Calmejane          | Davide Ballerini       | Ide Schelling                | Bora-Hansgrohe         |
| 3                  | Iván Sosa          | Iván Sosa          | Filippo Conca             | Davide Ballerini       | Iván Sosa                    | Ineos Grenadiers       |
| 4                  | Phil Bauhaus       | Iván Sosa          | Filippo Conca             | Davide Ballerini       | Iván Sosa                    | Ineos Grenadiers       |
| Classements finals | Classements finals | Iván Sosa          | Filippo Conca             | Davide Ballerini       | Iván Sosa                    | Ineos Grenadiers       |

## Liste des participants
| Deceuninck-Quick Step DQT | Deceuninck-Quick Step DQT        | Deceuninck-Quick Step DQT |
| ------------------------- | -------------------------------- | ------------------------- |
| Num                       | Coureur                          | Pos                       |
| 1                         | Julian Alaphilippe (FRA) (route) | 2e                        |
| 2                         | Kasper Asgreen (DEN) (route)     | 109e                      |
| 3                         | Davide Ballerini (ITA)           | 78e                       |
| 4                         | Rémi Cavagna (FRA)               | 94e                       |
| 5                         | Yves Lampaert (BEL)              | 113e                      |
| 6                         | Zdeněk Štybar (CZE)              | 77e                       |
| 7                         | Mauri Vansevenant (BEL)          | 8e                        |

| Ineos Grenadiers IGD | Ineos Grenadiers IGD    | Ineos Grenadiers IGD |
| -------------------- | ----------------------- | -------------------- |
| Num                  | Coureur                 | Pos                  |
| 11                   | Egan Bernal (COL)       | 3e                   |
| 12                   | Laurens De Plus (BEL)   | 35e                  |
| 13                   | Eddie Dunbar (IRL)      | 69e                  |
| 14                   | Gianni Moscon (ITA)     | 53e                  |
| 15                   | Carlos Rodríguez (ESP)  | 17e                  |
| 16                   | Iván Sosa (COL)         | 1er                  |
| 17                   | Ben Swift (GBR) (route) | 54e                  |

| Astana-Premier Tech APT | Astana-Premier Tech APT       | Astana-Premier Tech APT |
| ----------------------- | ----------------------------- | ----------------------- |
| Num                     | Coureur                       | Pos                     |
| 21                      | Gorka Izagirre (ESP)          | 31e                     |
| 22                      | Alexey Lutsenko (KAZ) (route) | 20e                     |
| 23                      | Alex Aranburu (ESP)           | 96e                     |
| 24                      | Omar Fraile (ESP)             | 68e                     |
| 25                      | Ion Izagirre (ESP)            | 30e                     |
| 26                      | Harold Tejada (COL)           | 37e                     |
| 27                      | Aleksandr Vlasov (RUS)        | 10e                     |

| Groupama-FDJ GFC | Groupama-FDJ GFC            | Groupama-FDJ GFC |
| ---------------- | --------------------------- | ---------------- |
| Num              | Coureur                     | Pos              |
| 31               | Arnaud Démare (FRA) (route) | 120e             |
| 32               | Clément Davy (FRA)          | 132e             |
| 33               | Jacopo Guarnieri (ITA)      | 103e             |
| 34               | Ignatas Konovalovas (LTU)   | 125e             |
| 35               | Rudy Molard (FRA)           | 23e              |
| 36               | Miles Scotson (AUS)         | 55e              |
| 37               | Ramon Sinkeldam (NED)       | 127e             |

| Lotto-Soudal LTS | Lotto-Soudal LTS         | Lotto-Soudal LTS |
| ---------------- | ------------------------ | ---------------- |
| Num              | Coureur                  | Pos              |
| 41               | Filippo Conca (ITA)      | 108e             |
| 42               | John Degenkolb (GER)     | 89e              |
| 43               | Frederik Frison (BEL)    | 71e              |
| 44               | Philippe Gilbert (BEL)   | 48e              |
| 45               | Stefano Oldani (ITA)     | 34e              |
| 46               | Florian Vermeersch (BEL) | 62e              |
| 47               | Tim Wellens (BEL)        | NP-3             |

| Arkéa-Samsic ARK | Arkéa-Samsic ARK        | Arkéa-Samsic ARK |
| ---------------- | ----------------------- | ---------------- |
| Num              | Coureur                 | Pos              |
| 51               | Warren Barguil (FRA)    | 13e              |
| 52               | Nacer Bouhanni (FRA)    | 88e              |
| 53               | Maxime Bouet (FRA)      | 36e              |
| 54               | Anthony Delaplace (FRA) | 57e              |
| 55               | Thomas Boudat (FRA)     | 95e              |
| 56               | Clément Russo (FRA)     | 107e             |
| 57               | Connor Swift (GBR)      | 63e              |

| UAE Team Emirates UAD | UAE Team Emirates UAD           | UAE Team Emirates UAD |
| --------------------- | ------------------------------- | --------------------- |
| Num                   | Coureur                         | Pos                   |
| 61                    | Andrés Camilo Ardila (COL)      | 38e                   |
| 62                    | Valerio Conti (ITA)             | 49e                   |
| 63                    | Alessandro Covi (ITA)           | 61e                   |
| 64                    | Sven Erik Bystrøm (NOR) (route) | 70e                   |
| 65                    | Alexander Kristoff (NOR)        | 101e                  |
| 66                    | Vegard Stake Laengen (NOR)      | 51e                   |
| 67                    | Matteo Trentin (ITA)            | 80e                   |

| Bahrain Victorious TBV | Bahrain Victorious TBV  | Bahrain Victorious TBV |
| ---------------------- | ----------------------- | ---------------------- |
| Num                    | Coureur                 | Pos                    |
| 71                     | Phil Bauhaus (GER)      | 111e                   |
| 72                     | Jack Haig (AUS)         | 7e                     |
| 73                     | Heinrich Haussler (AUS) | 59e                    |
| 74                     | Wout Poels (NED)        | 4e                     |
| 75                     | Gino Mäder (SUI)        | 45e                    |
| 76                     | Dylan Teuns (BEL)       | 15e                    |
| 77                     | Fred Wright (GBR)       | 73e                    |

| Trek-Segafredo TFS | Trek-Segafredo TFS     | Trek-Segafredo TFS |
| ------------------ | ---------------------- | ------------------ |
| Num                | Coureur                | Pos                |
| 81                 | Giulio Ciccone (ITA)   | 11e                |
| 82                 | Koen de Kort (NED)     | 91e                |
| 83                 | Niklas Eg (DEN)        | 129e               |
| 84                 | Emīls Liepiņš (LAT)    | 128e               |
| 85                 | Bauke Mollema (NED)    | 6e                 |
| 86                 | Matteo Moschetti (ITA) | 121e               |
| 87                 | Kiel Reijnen (USA)     | 122e               |

| Movistar Team MOV | Movistar Team MOV      | Movistar Team MOV |
| ----------------- | ---------------------- | ----------------- |
| Num               | Coureur                | Pos               |
| 91                | Enric Mas (ESP)        | 85e               |
| 92                | Matteo Jorgenson (USA) | 14e               |
| 93                | Abner González (PUR)   | 32e               |
| 94                | Carlos Verona (ESP)    | 46e               |
| 95                | Sergio Samitier (ESP)  | 43e               |
| 96                | Imanol Erviti (ESP)    | 79e               |
| 97                | Lluís Mas (ESP)        | 40e               |

| Qhubeka Assos TQA | Qhubeka Assos TQA      | Qhubeka Assos TQA |
| ----------------- | ---------------------- | ----------------- |
| Num               | Coureur                | Pos               |
| 101               | Fabio Aru (ITA)        | 18e               |
| 102               | Sander Armée (BEL)     | 29e               |
| 103               | Connor Brown (NZL)     | 116e              |
| 104               | Nicholas Dlamini (RSA) | 93e               |
| 105               | Kilian Frankiny (SUI)  | 22e               |
| 106               | Mauro Schmid (SUI)     | 58e               |
| 107               | Karel Vacek (CZE)      | 97e               |

| Team DSM DSM | Team DSM DSM             | Team DSM DSM |
| ------------ | ------------------------ | ------------ |
| Num          | Coureur                  | Pos          |
| 111          | Romain Combaud (FRA)     | 24e          |
| 112          | Mark Donovan (GBR)       | 50e          |
| 113          | Max Kanter (GER)         | 99e          |
| 114          | Andreas Leknessund (NOR) | 90e          |
| 115          | Niklas Märkl (GER)       | 133e         |
| 116          | Nicolas Roche (IRL)      | 72e          |
| 117          | Jasha Sütterlin (GER)    | 126e         |

| AG2R Citroën Team ACT | AG2R Citroën Team ACT        | AG2R Citroën Team ACT |
| --------------------- | ---------------------------- | --------------------- |
| Num                   | Coureur                      | Pos                   |
| 121                   | Geoffrey Bouchard (FRA)      | 27e                   |
| 122                   | Lilian Calmejane (FRA)       | AB-3                  |
| 123                   | Tony Gallopin (FRA)          | 44e                   |
| 124                   | Ben O'Connor (AUS)           | 16e                   |
| 125                   | Aurélien Paret-Peintre (FRA) | 12e                   |
| 126                   | Michael Schär (SUI)          | 81e                   |
| 127                   | Clément Venturini (FRA)      | 75e                   |

| Bora-Hansgrohe BOH | Bora-Hansgrohe BOH        | Bora-Hansgrohe BOH |
| ------------------ | ------------------------- | ------------------ |
| Num                | Coureur                   | Pos                |
| 131                | Giovanni Aleotti (ITA)    | 39e                |
| 132                | Matteo Fabbro (ITA)       | 25e                |
| 133                | Felix Großschartner (AUT) | 60e                |
| 134                | Patrick Konrad (AUT)      | 5e                 |
| 135                | Ide Schelling (NED)       | 26e                |
| 136                | Matthew Walls (GBR)       | 92e                |
| 137                | Frederik Wandahl (DEN)    | 115e               |

| Cofidis COF | Cofidis COF           | Cofidis COF |
| ----------- | --------------------- | ----------- |
| Num         | Coureur               | Pos         |
| 141         | Jesús Herrada (ESP)   | 9e          |
| 142         | Piet Allegaert (BEL)  | 87e         |
| 143         | Thomas Champion (FRA) | 98e         |
| 144         | Nicolas Edet (FRA)    | 65e         |
| 145         | José Herrada (ESP)    | 52e         |
| 146         | Szymon Sajnok (POL)   | 104e        |
| 147         | Rubén Fernández (ESP) | 19e         |

| Total Direct Énergie TDE | Total Direct Énergie TDE | Total Direct Énergie TDE |
| ------------------------ | ------------------------ | ------------------------ |
| Num                      | Coureur                  | Pos                      |
| 151                      | Niccolò Bonifazio (ITA)  | 102e                     |
| 152                      | Jérôme Cousin (FRA)      | 131e                     |
| 153                      | Víctor de la Parte (ESP) | 41e                      |
| 154                      | Damien Gaudin (FRA)      | 105e                     |
| 155                      | Fabien Grellier (FRA)    | 76e                      |
| 156                      | Julien Simon (FRA)       | 64e                      |
| 157                      | Alexis Vuillermoz (FRA)  | 28e                      |

| B&B Hotels p/b KTM BBK | B&B Hotels p/b KTM BBK | B&B Hotels p/b KTM BBK |
| ---------------------- | ---------------------- | ---------------------- |
| Num                    | Coureur                | Pos                    |
| 161                    | Nicola Bagioli (ITA)   | 83e                    |
| 162                    | Franck Bonnamour (FRA) | 56e                    |
| 163                    | Bryan Coquard (FRA)    | 74e                    |
| 164                    | Jens Debusschere (BEL) | 114e                   |
| 165                    | Jonathan Hivert (FRA)  | 33e                    |
| 166                    | Jérémy Lecroq (FRA)    | AB-4                   |
| 167                    | Cyril Lemoine (FRA)    | 100e                   |

| Delko DKO | Delko DKO                  | Delko DKO |
| --------- | -------------------------- | --------- |
| Num       | Coureur                    | Pos       |
| 171       | José Manuel Díaz (ESP)     | 21e       |
| 172       | Alessandro Fedeli (ITA)    | AB-4      |
| 173       | Delio Fernández (ESP)      | 112e      |
| 174       | Biniam Girmay (ERI)        | 118e      |
| 175       | Eduard-Michael Grosu (ROU) | 119e      |
| 176       | Dušan Rajović (SRB)        | NP-1      |
| 177       | Julien Trarieux (FRA)      | 82e       |

| Xelliss-Roubaix Lille Métropole XRL | Xelliss-Roubaix Lille Métropole XRL | Xelliss-Roubaix Lille Métropole XRL |
| ----------------------------------- | ----------------------------------- | ----------------------------------- |
| Num                                 | Coureur                             | Pos                                 |
| 181                                 | Julien Antomarchi (FRA)             | AB-1                                |
| 182                                 | Ivan Centrone (LUX)                 | NP-2                                |
| 183                                 | Mathias De Witte (BEL)              | 47e                                 |
| 184                                 | Samuel Leroux (FRA)                 | 110e                                |
| 185                                 | Jérémy Leveau (FRA)                 | 66e                                 |
| 186                                 | Maxime Urruty (FRA)                 | 106e                                |
| 187                                 | Emiel Vermeulen (BEL)               | 117e                                |

| Saint Michel-Auber 93 AUB | Saint Michel-Auber 93 AUB | Saint Michel-Auber 93 AUB |
| ------------------------- | ------------------------- | ------------------------- |
| Num                       | Coureur                   | Pos                       |
| 191                       | Baptiste Bleier (FRA)     | 124e                      |
| 192                       | Romain Cardis (FRA)       | 84e                       |
| 193                       | Tony Hurel (FRA)          | 130e                      |
| 194                       | Adrien Guillonnet (FRA)   | 67e                       |
| 195                       | Louis Louvet (FRA)        | 123e                      |
| 196                       | Yoann Paillot (FRA)       | 86e                       |
| 197                       | Stéphane Rossetto (FRA)   | 42e                       |

| Deceuninck-Quick Step DQT | Deceuninck-Quick Step DQT        | Deceuninck-Quick Step DQT |
| ------------------------- | -------------------------------- | ------------------------- |
| Num                       | Coureur                          | Pos                       |
| 1                         | Julian Alaphilippe (FRA) (route) | 2e                        |
| 2                         | Kasper Asgreen (DEN) (route)     | 109e                      |
| 3                         | Davide Ballerini (ITA)           | 78e                       |
| 4                         | Rémi Cavagna (FRA)               | 94e                       |
| 5                         | Yves Lampaert (BEL)              | 113e                      |
| 6                         | Zdeněk Štybar (CZE)              | 77e                       |
| 7                         | Mauri Vansevenant (BEL)          | 8e                        |

| Ineos Grenadiers IGD | Ineos Grenadiers IGD    | Ineos Grenadiers IGD |
| -------------------- | ----------------------- | -------------------- |
| Num                  | Coureur                 | Pos                  |
| 11                   | Egan Bernal (COL)       | 3e                   |
| 12                   | Laurens De Plus (BEL)   | 35e                  |
| 13                   | Eddie Dunbar (IRL)      | 69e                  |
| 14                   | Gianni Moscon (ITA)     | 53e                  |
| 15                   | Carlos Rodríguez (ESP)  | 17e                  |
| 16                   | Iván Sosa (COL)         | 1er                  |
| 17                   | Ben Swift (GBR) (route) | 54e                  |

| Astana-Premier Tech APT | Astana-Premier Tech APT       | Astana-Premier Tech APT |
| ----------------------- | ----------------------------- | ----------------------- |
| Num                     | Coureur                       | Pos                     |
| 21                      | Gorka Izagirre (ESP)          | 31e                     |
| 22                      | Alexey Lutsenko (KAZ) (route) | 20e                     |
| 23                      | Alex Aranburu (ESP)           | 96e                     |
| 24                      | Omar Fraile (ESP)             | 68e                     |
| 25                      | Ion Izagirre (ESP)            | 30e                     |
| 26                      | Harold Tejada (COL)           | 37e                     |
| 27                      | Aleksandr Vlasov (RUS)        | 10e                     |

| Groupama-FDJ GFC | Groupama-FDJ GFC            | Groupama-FDJ GFC |
| ---------------- | --------------------------- | ---------------- |
| Num              | Coureur                     | Pos              |
| 31               | Arnaud Démare (FRA) (route) | 120e             |
| 32               | Clément Davy (FRA)          | 132e             |
| 33               | Jacopo Guarnieri (ITA)      | 103e             |
| 34               | Ignatas Konovalovas (LTU)   | 125e             |
| 35               | Rudy Molard (FRA)           | 23e              |
| 36               | Miles Scotson (AUS)         | 55e              |
| 37               | Ramon Sinkeldam (NED)       | 127e             |

| Lotto-Soudal LTS | Lotto-Soudal LTS         | Lotto-Soudal LTS |
| ---------------- | ------------------------ | ---------------- |
| Num              | Coureur                  | Pos              |
| 41               | Filippo Conca (ITA)      | 108e             |
| 42               | John Degenkolb (GER)     | 89e              |
| 43               | Frederik Frison (BEL)    | 71e              |
| 44               | Philippe Gilbert (BEL)   | 48e              |
| 45               | Stefano Oldani (ITA)     | 34e              |
| 46               | Florian Vermeersch (BEL) | 62e              |
| 47               | Tim Wellens (BEL)        | NP-3             |

| Arkéa-Samsic ARK | Arkéa-Samsic ARK        | Arkéa-Samsic ARK |
| ---------------- | ----------------------- | ---------------- |
| Num              | Coureur                 | Pos              |
| 51               | Warren Barguil (FRA)    | 13e              |
| 52               | Nacer Bouhanni (FRA)    | 88e              |
| 53               | Maxime Bouet (FRA)      | 36e              |
| 54               | Anthony Delaplace (FRA) | 57e              |
| 55               | Thomas Boudat (FRA)     | 95e              |
| 56               | Clément Russo (FRA)     | 107e             |
| 57               | Connor Swift (GBR)      | 63e              |

| UAE Team Emirates UAD | UAE Team Emirates UAD           | UAE Team Emirates UAD |
| --------------------- | ------------------------------- | --------------------- |
| Num                   | Coureur                         | Pos                   |
| 61                    | Andrés Camilo Ardila (COL)      | 38e                   |
| 62                    | Valerio Conti (ITA)             | 49e                   |
| 63                    | Alessandro Covi (ITA)           | 61e                   |
| 64                    | Sven Erik Bystrøm (NOR) (route) | 70e                   |
| 65                    | Alexander Kristoff (NOR)        | 101e                  |
| 66                    | Vegard Stake Laengen (NOR)      | 51e                   |
| 67                    | Matteo Trentin (ITA)            | 80e                   |

| Bahrain Victorious TBV | Bahrain Victorious TBV  | Bahrain Victorious TBV |
| ---------------------- | ----------------------- | ---------------------- |
| Num                    | Coureur                 | Pos                    |
| 71                     | Phil Bauhaus (GER)      | 111e                   |
| 72                     | Jack Haig (AUS)         | 7e                     |
| 73                     | Heinrich Haussler (AUS) | 59e                    |
| 74                     | Wout Poels (NED)        | 4e                     |
| 75                     | Gino Mäder (SUI)        | 45e                    |
| 76                     | Dylan Teuns (BEL)       | 15e                    |
| 77                     | Fred Wright (GBR)       | 73e                    |

| Trek-Segafredo TFS | Trek-Segafredo TFS     | Trek-Segafredo TFS |
| ------------------ | ---------------------- | ------------------ |
| Num                | Coureur                | Pos                |
| 81                 | Giulio Ciccone (ITA)   | 11e                |
| 82                 | Koen de Kort (NED)     | 91e                |
| 83                 | Niklas Eg (DEN)        | 129e               |
| 84                 | Emīls Liepiņš (LAT)    | 128e               |
| 85                 | Bauke Mollema (NED)    | 6e                 |
| 86                 | Matteo Moschetti (ITA) | 121e               |
| 87                 | Kiel Reijnen (USA)     | 122e               |

| Movistar Team MOV | Movistar Team MOV      | Movistar Team MOV |
| ----------------- | ---------------------- | ----------------- |
| Num               | Coureur                | Pos               |
| 91                | Enric Mas (ESP)        | 85e               |
| 92                | Matteo Jorgenson (USA) | 14e               |
| 93                | Abner González (PUR)   | 32e               |
| 94                | Carlos Verona (ESP)    | 46e               |
| 95                | Sergio Samitier (ESP)  | 43e               |
| 96                | Imanol Erviti (ESP)    | 79e               |
| 97                | Lluís Mas (ESP)        | 40e               |

| Qhubeka Assos TQA | Qhubeka Assos TQA      | Qhubeka Assos TQA |
| ----------------- | ---------------------- | ----------------- |
| Num               | Coureur                | Pos               |
| 101               | Fabio Aru (ITA)        | 18e               |
| 102               | Sander Armée (BEL)     | 29e               |
| 103               | Connor Brown (NZL)     | 116e              |
| 104               | Nicholas Dlamini (RSA) | 93e               |
| 105               | Kilian Frankiny (SUI)  | 22e               |
| 106               | Mauro Schmid (SUI)     | 58e               |
| 107               | Karel Vacek (CZE)      | 97e               |

| Team DSM DSM | Team DSM DSM             | Team DSM DSM |
| ------------ | ------------------------ | ------------ |
| Num          | Coureur                  | Pos          |
| 111          | Romain Combaud (FRA)     | 24e          |
| 112          | Mark Donovan (GBR)       | 50e          |
| 113          | Max Kanter (GER)         | 99e          |
| 114          | Andreas Leknessund (NOR) | 90e          |
| 115          | Niklas Märkl (GER)       | 133e         |
| 116          | Nicolas Roche (IRL)      | 72e          |
| 117          | Jasha Sütterlin (GER)    | 126e         |

| AG2R Citroën Team ACT | AG2R Citroën Team ACT        | AG2R Citroën Team ACT |
| --------------------- | ---------------------------- | --------------------- |
| Num                   | Coureur                      | Pos                   |
| 121                   | Geoffrey Bouchard (FRA)      | 27e                   |
| 122                   | Lilian Calmejane (FRA)       | AB-3                  |
| 123                   | Tony Gallopin (FRA)          | 44e                   |
| 124                   | Ben O'Connor (AUS)           | 16e                   |
| 125                   | Aurélien Paret-Peintre (FRA) | 12e                   |
| 126                   | Michael Schär (SUI)          | 81e                   |
| 127                   | Clément Venturini (FRA)      | 75e                   |

| Bora-Hansgrohe BOH | Bora-Hansgrohe BOH        | Bora-Hansgrohe BOH |
| ------------------ | ------------------------- | ------------------ |
| Num                | Coureur                   | Pos                |
| 131                | Giovanni Aleotti (ITA)    | 39e                |
| 132                | Matteo Fabbro (ITA)       | 25e                |
| 133                | Felix Großschartner (AUT) | 60e                |
| 134                | Patrick Konrad (AUT)      | 5e                 |
| 135                | Ide Schelling (NED)       | 26e                |
| 136                | Matthew Walls (GBR)       | 92e                |
| 137                | Frederik Wandahl (DEN)    | 115e               |

| Cofidis COF | Cofidis COF           | Cofidis COF |
| ----------- | --------------------- | ----------- |
| Num         | Coureur               | Pos         |
| 141         | Jesús Herrada (ESP)   | 9e          |
| 142         | Piet Allegaert (BEL)  | 87e         |
| 143         | Thomas Champion (FRA) | 98e         |
| 144         | Nicolas Edet (FRA)    | 65e         |
| 145         | José Herrada (ESP)    | 52e         |
| 146         | Szymon Sajnok (POL)   | 104e        |
| 147         | Rubén Fernández (ESP) | 19e         |

| Total Direct Énergie TDE | Total Direct Énergie TDE | Total Direct Énergie TDE |
| ------------------------ | ------------------------ | ------------------------ |
| Num                      | Coureur                  | Pos                      |
| 151                      | Niccolò Bonifazio (ITA)  | 102e                     |
| 152                      | Jérôme Cousin (FRA)      | 131e                     |
| 153                      | Víctor de la Parte (ESP) | 41e                      |
| 154                      | Damien Gaudin (FRA)      | 105e                     |
| 155                      | Fabien Grellier (FRA)    | 76e                      |
| 156                      | Julien Simon (FRA)       | 64e                      |
| 157                      | Alexis Vuillermoz (FRA)  | 28e                      |

| B&B Hotels p/b KTM BBK | B&B Hotels p/b KTM BBK | B&B Hotels p/b KTM BBK |
| ---------------------- | ---------------------- | ---------------------- |
| Num                    | Coureur                | Pos                    |
| 161                    | Nicola Bagioli (ITA)   | 83e                    |
| 162                    | Franck Bonnamour (FRA) | 56e                    |
| 163                    | Bryan Coquard (FRA)    | 74e                    |
| 164                    | Jens Debusschere (BEL) | 114e                   |
| 165                    | Jonathan Hivert (FRA)  | 33e                    |
| 166                    | Jérémy Lecroq (FRA)    | AB-4                   |
| 167                    | Cyril Lemoine (FRA)    | 100e                   |

| Delko DKO | Delko DKO                  | Delko DKO |
| --------- | -------------------------- | --------- |
| Num       | Coureur                    | Pos       |
| 171       | José Manuel Díaz (ESP)     | 21e       |
| 172       | Alessandro Fedeli (ITA)    | AB-4      |
| 173       | Delio Fernández (ESP)      | 112e      |
| 174       | Biniam Girmay (ERI)        | 118e      |
| 175       | Eduard-Michael Grosu (ROU) | 119e      |
| 176       | Dušan Rajović (SRB)        | NP-1      |
| 177       | Julien Trarieux (FRA)      | 82e       |

| Xelliss-Roubaix Lille Métropole XRL | Xelliss-Roubaix Lille Métropole XRL | Xelliss-Roubaix Lille Métropole XRL |
| ----------------------------------- | ----------------------------------- | ----------------------------------- |
| Num                                 | Coureur                             | Pos                                 |
| 181                                 | Julien Antomarchi (FRA)             | AB-1                                |
| 182                                 | Ivan Centrone (LUX)                 | NP-2                                |
| 183                                 | Mathias De Witte (BEL)              | 47e                                 |
| 184                                 | Samuel Leroux (FRA)                 | 110e                                |
| 185                                 | Jérémy Leveau (FRA)                 | 66e                                 |
| 186                                 | Maxime Urruty (FRA)                 | 106e                                |
| 187                                 | Emiel Vermeulen (BEL)               | 117e                                |

| Saint Michel-Auber 93 AUB | Saint Michel-Auber 93 AUB | Saint Michel-Auber 93 AUB |
| ------------------------- | ------------------------- | ------------------------- |
| Num                       | Coureur                   | Pos                       |
| 191                       | Baptiste Bleier (FRA)     | 124e                      |
| 192                       | Romain Cardis (FRA)       | 84e                       |
| 193                       | Tony Hurel (FRA)          | 130e                      |
| 194                       | Adrien Guillonnet (FRA)   | 67e                       |
| 195                       | Louis Louvet (FRA)        | 123e                      |
| 196                       | Yoann Paillot (FRA)       | 86e                       |
| 197                       | Stéphane Rossetto (FRA)   | 42e                       |